# Thomas Hayes
Thomas Hayes (født 7. marts 1997) er en norsk skuespiller, der er kendt for rollen som William Magnusson i sæson 1 og 2 i den norske tv-serie Skam.
Hayes har i efteråret 2016 indspillet en kriminalserie i 3 afsnit "Elven", hvor han spiller en værnepligtig i Nordnorge. Serien sendes på norsk TV3 i marts 2017. Han har ligeledes indspillet en kortfilm "Fuck fossils", som omhandler en almindelig norsk families udfordringer i 2050, hvor temperaturen på Jorden er steget med 2 grader.
I april og maj 2017 skal han optræde som DJ på Tryvann Festivalen, som finder sted i Oslo for afgangsklasser fra gymnasier og handelsgymnasier i Norge. Men han satser på skuespillet og ikke musikkarrieren. 
Han bor i Oslo.